# خطوط نورس أتلانتيك الجوية
خطوط نورس أتلانتيك الجوية هي شركة طيران نرويجية منخفضة التكلفة ومتخصصة في الرحلات طويلة المدى، ويقع مقرها الرئيسي في مدينة أرندال بالنرويج، رغم أن مركز عملياتها حاليًا يقع في مدينة ريغا، لاتفيا. تأسست الشركة في فبراير 2021، وتُشغّل أسطولًا من طائرات بوينغ 787، وتربط بين أوروبا وأمريكا الشمالية وأفريقيا وآسيا. انطلقت رحلتها الافتتاحية في 14 يونيو 2022 من مطار أوسلو (غاردرموين) إلى مطار جون إف كينيدي الدولي في مدينة نيويورك.